# Till Schumacher
Till Sebastian Schumacher (ur. 10 grudnia 1997 w Essen) – niemiecki piłkarz występujący na pozycji lewego obrońcy w austriackim klubie Austria Klagenfurt. Wychowanek lokalnego Rot-Weiss Essen i Borussii Dortmund. W swojej karierze grał również w drugim zespole Borussii, Vysočinie Igława i Bohemians 1905.